# Чемпіонат Франції з тенісу 1898
Чемпіонат Франції з тенісу 1898 — 8-й розіграш Відкритого чемпіонату Франції. Перемогу в чоловічому парному розряді здобув Поль Еме, а в парному - франко-англійська пара Марсель Вашеро/Зенофон Касдалі. Чемпіонкою жіночого одиночного турніру знову стала Адін Массон, оскільки переможниця основного турніру відмовилася від гри у Челендж-раунді.

## Дорослі

### Чоловіки, одиночний розряд
Поль Еме переміг у фіналі  Пола Лебертона 5–7, 6–1, 6–2

### Жінки, одиночний розряд
Адін Массон

### Чоловіки, парний розряд
Марсель Вашеро /  Зенофон Касдалі